# 팀스터

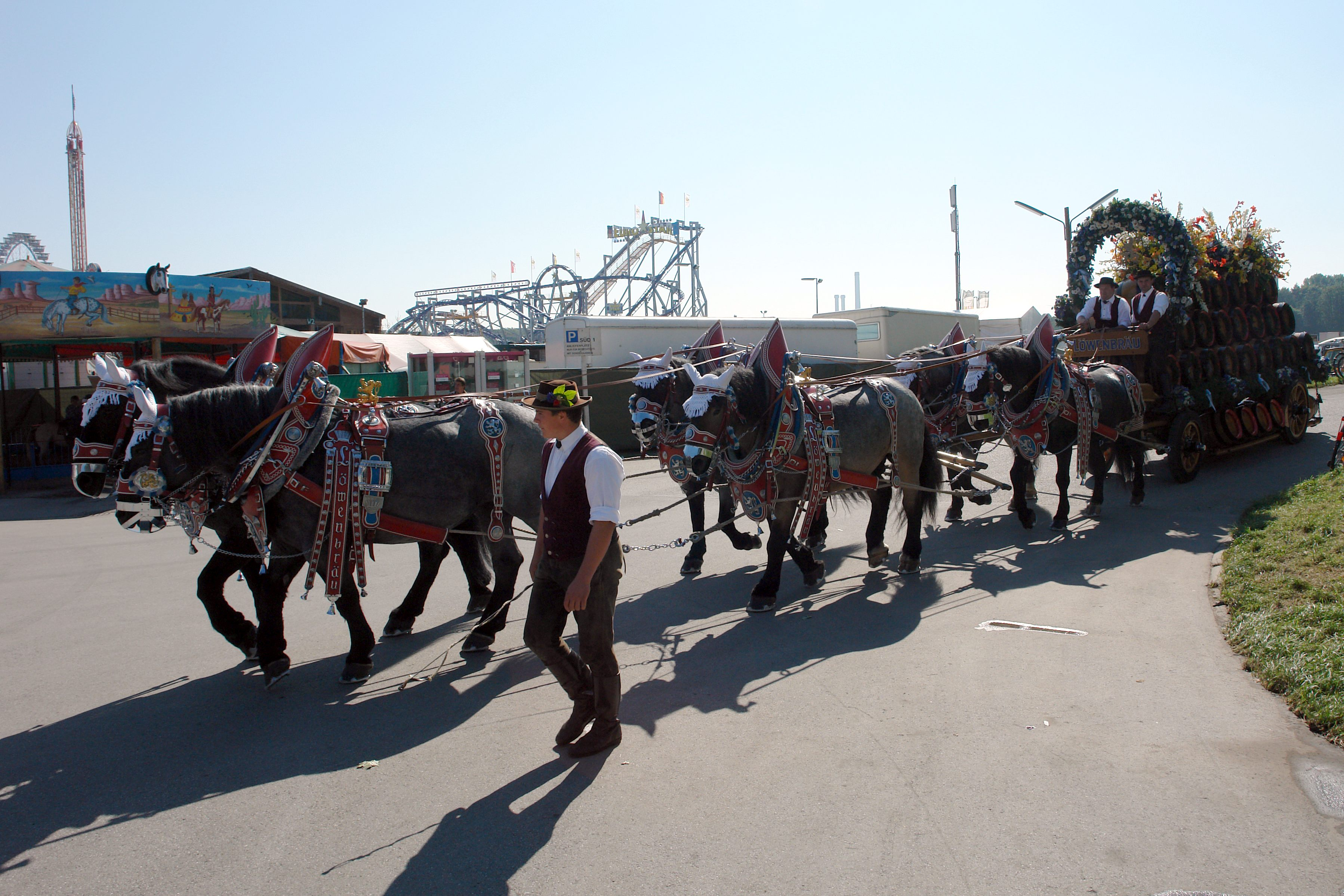

팀스터(영어: teamster)란 본래 여러 마리의 사역동물(말, 소, 나귀 등)을 한 팀(team)으로 묶어 모는 복두마차 운전사를 가리키는 말이었다.  19세기에서 20세기 초까지 미국 변경개척지에서 주로 사용된 말이었다. 여기서 기인하여 오늘날에는 트럭 운전사를 가리키는 말로 쓰이며, 미국과 캐나다의 트럭화물노조가 "팀스터스"라는 이름을 쓴다.